# Società Automobili Lombarda Vetture Esperia
Società Automobili Lombarda Vetture Esperia war ein italienischer Hersteller von Automobilen.

## Unternehmensgeschichte
Das Unternehmen aus Bergamo begann 1905 mit der Produktion von Automobilen. Die Markennamen lauteten Esperia, Lombarda und SAL. 1906 wurden zwei Fahrzeuge auf dem Automobilsalon von Paris ausgestellt. Im August 1909 ging das Unternehmen in Liquidation. Macagno Giovanni Automobili übernahm das Unternehmen.

## Fahrzeuge
Das Modell 20 HP verfügte über einen Vierzylinder-Blockmotor mit 3700 cm³ Hubraum. Eine andere Quelle nennt einen Hubraum von 3770 cm³ mit einer Bohrung von 100 mm und einem Hub von 120 mm. Der Radstand betrug 2900 mm. Die Kraftübertragung erfolgte mittels Kardanantrieb. Beim Modell 40 HP, ebenfalls mit Vierzylindermotor, waren die Zylinder paarweise gegossen. Die Motorleistung wurde wahlweise über Kardan oder über eine Kette an die Hinterachse übertragen.

## Rennerfolge
Giovanni Macagno, der später das Unternehmen übernahm, gewann 1908 auf einem 20 HP das Rennen von Padua nach Bovolenta.